# Germán Burgos
Germán Burgos, född 16 april 1969 i Mar del Plata, är en argentinsk före detta fotbollsmålvakt. Han var assisterande tränare i Atlético Madrid.

## Klubbkarriär
Efter att ha startat sin professionella karriär i Ferro Carril Oeste gick Burgos 1994 till den argentinska storklubben River Plate. Där vann han flera titlar, bland annat Copa Libertadores 1996.
I juli 1999 flyttade Burgos till spanska Mallorca där han under två år fick agera som reservmålvakt bakom landsmannen Leo Franco.
Inför säsongen 2001/2002 flyttade Germán Burgos till Atlético Madrid, som han hjälpte att spela upp till La Liga samma år. Efter att ha fått mindre speltid de kommande två säsongerna valde Burgos att sluta efter säsongen 2003/2004.

## Internationell karriär
Burgos gjorde 35 matcher för Argentina mellan 1995 och 2002. Under VM 1998 var han andramålvakt bakom Carlos Roa och under VM 2002 var han reserv till Pablo Cavallero.

## Tränarkarriär
År 2010 startade Burgos sin tränarkarriär då han var huvudansvarig för det spanska amatörlaget Carabanchel. Under de kommande åren jobbade han som assisterande tränare åt Diego Simeone i Catania, Racing Club och i Atlético Madrid.

## Meriter
River Plate
- Primera División de Argentina: Apertura 1994, 1996, 1997, 1999; Clausura 1997
- Copa Libertadores: 1996
- Supercopa Libertadores: 1997

Atlético Madrid
- Segunda División: 2002